# Никлас Филкруг
Никлас Филкруг (Хановер, 9. фебруар 1993) је професионални немачки фудбалер који игра на позицији нападача. Тренутно наступа за Борусију из Дортмунд.

## Каријера
Након што га је селектор Ханси Флик убацио у игру у пријатељском мечу против Омана новембра 2022. године, Филкруг је са 29 година постао најстарији дебитант у историји репрезентације Немачке који је заиграо у стартној постави. Пре њега Мартин Макс је био најстарији дебитант, али је Макс са 33 године ушао у игру са клупе на Светском првенству у Јапану и Јужној Кореји 2002. године.
Већи део своје каријере провео је у другој лиги Немачке, популарној Цвајти где је на првенствем мечу као играч Гројтер Фирта постигао најбржи хет-трик  у историји ове лиге. Филкруг је у победи Гројтер Фирта над Јерцербиргом (6:2) постигао три гола са само 12 минута.
На Светском првенству у Катару 2022.године у мечу против Шпаније постигао је гол за изједначење, што је био његов први погодак на Светским првенствима.
Због размака међу зубима од стране саиграча добио је надимак Празнина (немачки: "Lücke").
Никлас потиче из фудбалске породице. Његова рођена сестра, Ана-Лена, наступа за женску екипу Хановера (такође, позиција напача), док је његов деда, Герд, био играч Арменије из Хановера.